# Silvia Jost
Silvia Jost (* 11. Februar 1945 in Bern) ist eine Schweizer Schauspielerin.

## Karriere
Silvia Jost begann ihre Laufbahn beim Stadttheater Bern. Danach folgten Engagements in St. Gallen, Freiburg, Berlin und Basel.
Neben ihrer Tätigkeit am Theater ist sie auch in Musicals, Hörspielen und im Kabarett präsent.
Gemeinsam mit Hanns Dieter Hüsch, ihrem damaligen Lebenspartner, trat sie 1974 in dem Programm Faux Pas de Deux auf. Hüsch erwähnte seine damalige Liaison mit Silvia Jost in seiner Autobiografie Du kommst auch drin vor. Das Programm mit Texten und Liedern von Hüsch wurde seinerzeit im Radio übertragen.
Silvia Jost ist ausserdem als Sprecherin für Hörbücher tätig.

## Filmografie
- 1974: Der Lügner
- 1975: Die Auslieferung
- 1976: Die plötzliche Einsamkeit des Konrad Steiner
- 1978: Die Schweizermacher
- 1978: Kleine frieren auch im Sommer
- 1984: Motel
- 1984: Der Chinese
- 1989: Pestalozzis Berg
- 1991: Tage des Zweifels
- 1991: Der Fall Zwahlen
- 2001: Das Fähnlein der sieben Aufrechten
- 2005: Alles inkl.
- 2001: Im Namen der Gerechtigkeit
- 2004: Wackelkontakt
- 2005: Ohne Gewähr
- 2006: Unser täglich Brot
- 2007: Vom Himmel her
- 2009: Hunkeler und der Fall Livius
- 2010: Zwerge sprengen
- 2023: Bon Schuur Ticino

## Fernsehfilme und Serien
- 1982: Smiley’s People (Fernsehreihe)
- 1982: Agent in eigener Sache (Fernsehreihe)
- 1984: Motel (Fernsehserie)